# Pteryx suturalis
Pteryx suturalis är en skalbaggsart som först beskrevs av Oswald Heer 1841.  Pteryx suturalis ingår i släktet Pteryx, och familjen fjädervingar. Arten är reproducerande i Sverige.